# Hamry (Bystré)

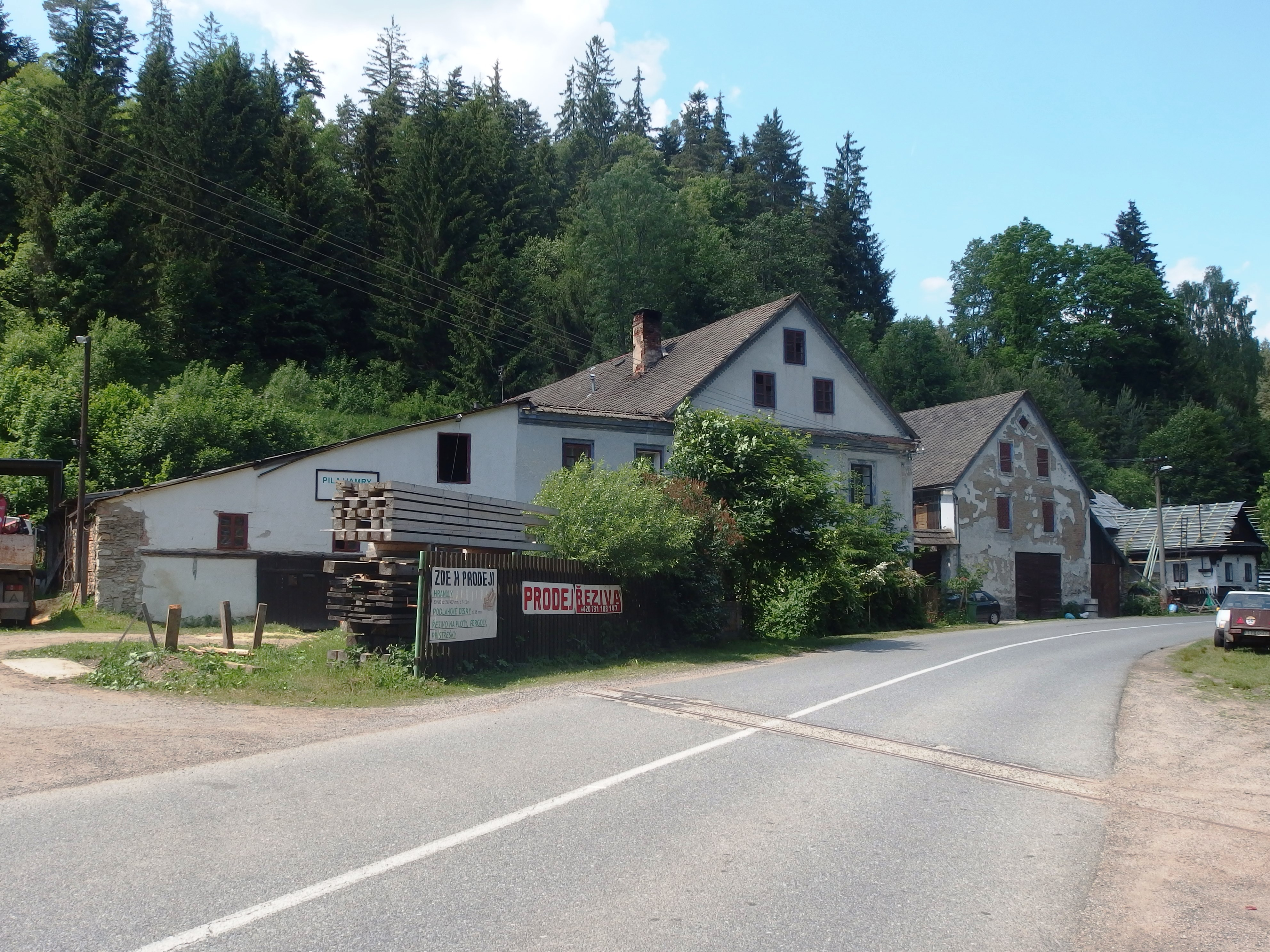
Sägewerk

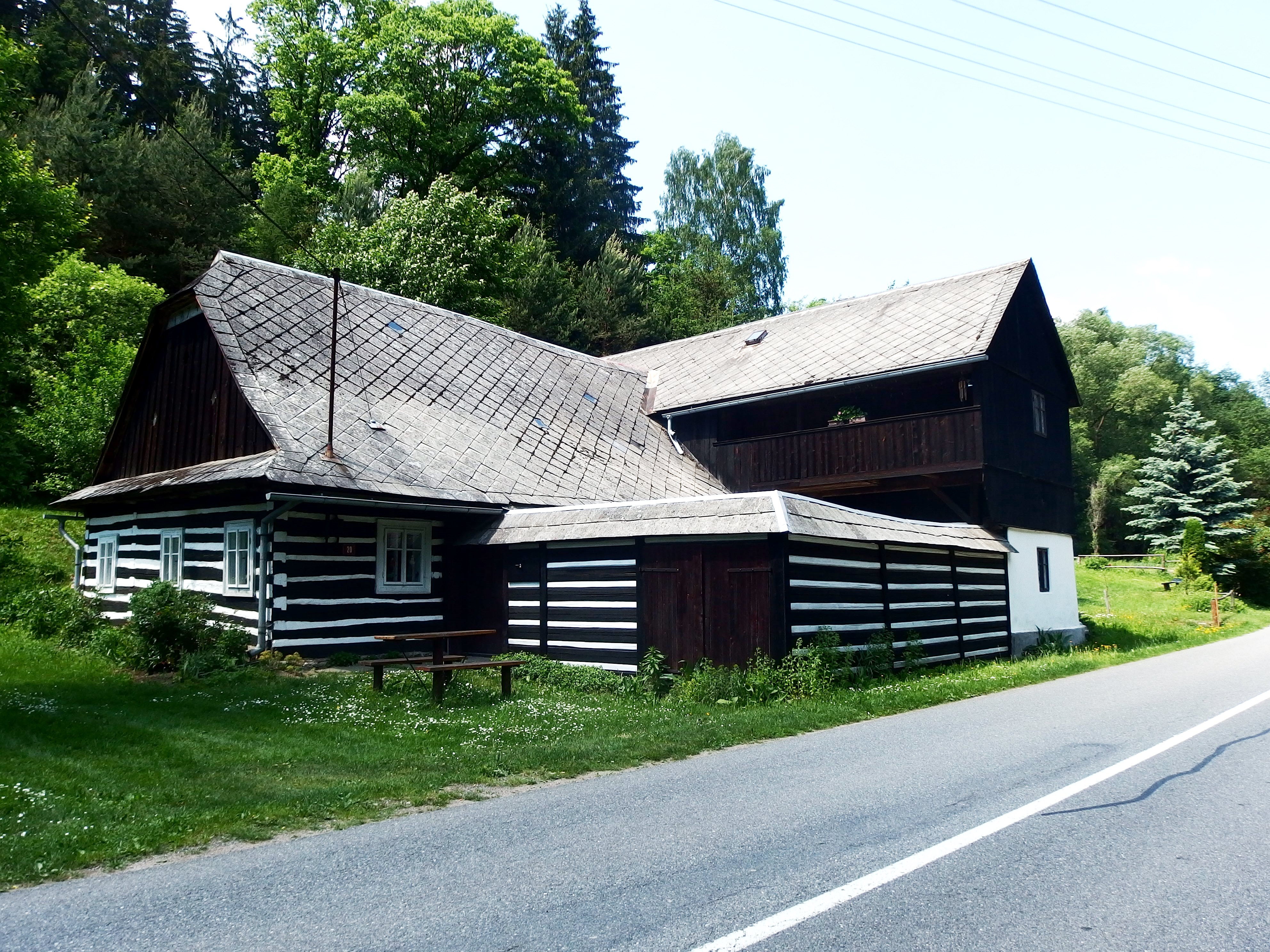
Haus Nr. 20

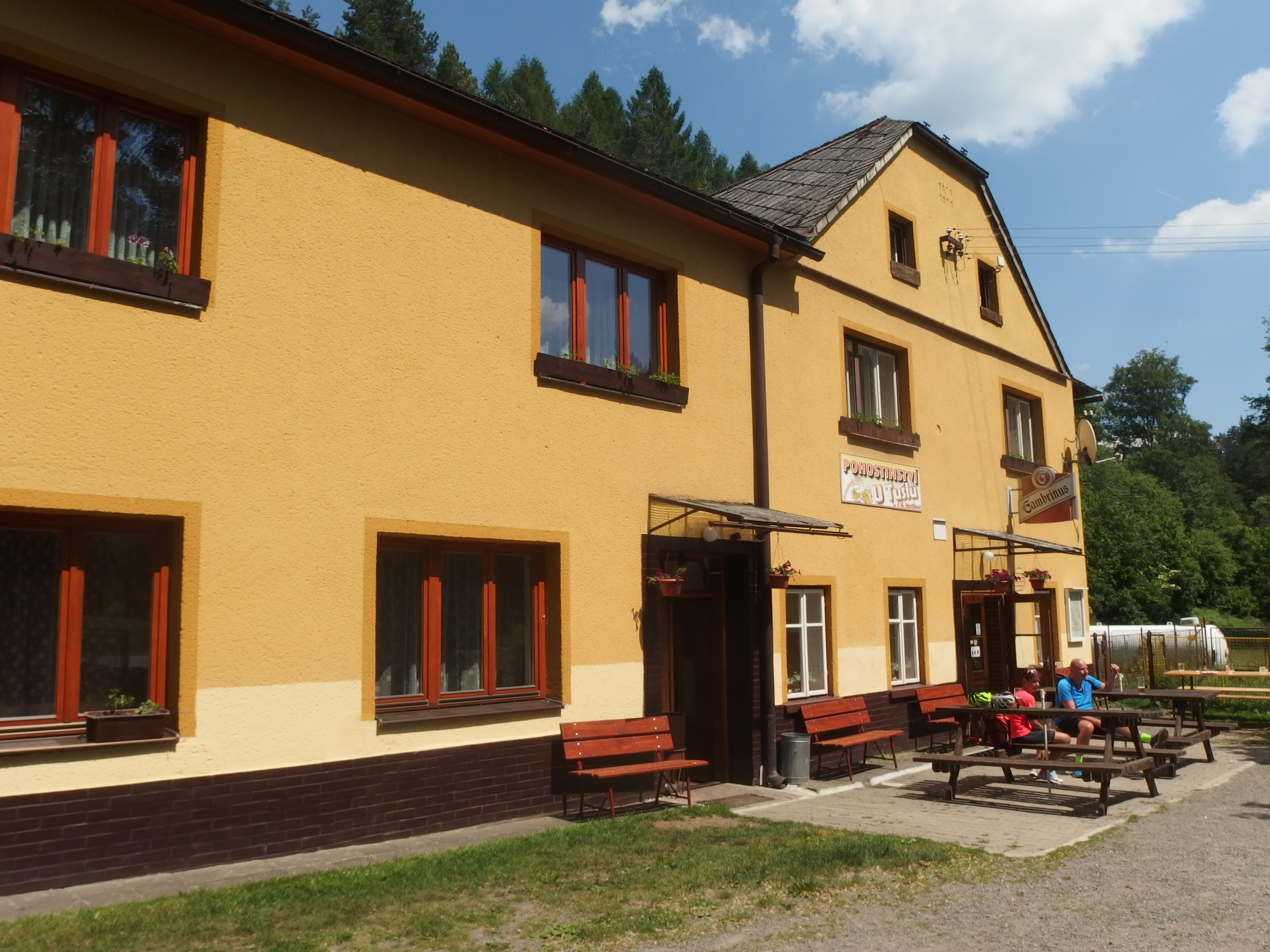
Gasthaus "U Tušlů"

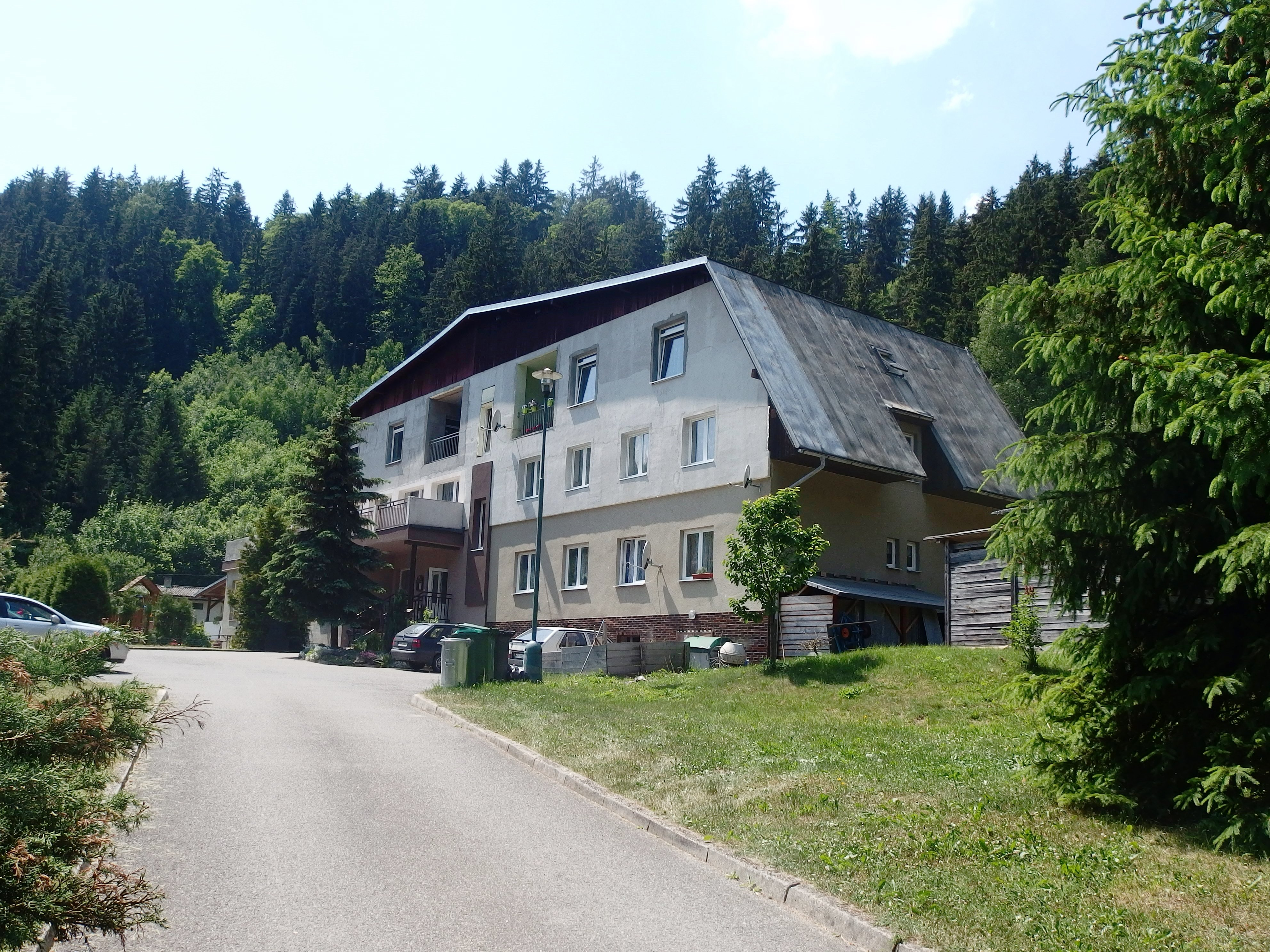
Hotel Otakar

Hamry (deutsch Hammergrund) ist ein Ortsteil der Stadt Bystré in Tschechien. Er liegt zweieinhalb Kilometer nordöstlich von Bystré und gehört zum Okres Svitavy. 

## Geographie
Hamry erstreckt sich auf einer Länge von dreieinhalb Kilometern in den bewaldeten Tälern der Křetínka und ihres Zuflusses Zlatý potok in der Hornosvratecká vrchovina (Bergland der Oberen Swratka). Nördlich erhebt sich die Manaska (634 m. n.m.), im Süden der Na Počátcích (625 m. n.m.). Das Dorf liegt zu großen Teilen im Naturpark Údolí Křetínky. Durch Hamry verläuft die Staatsstraße II/364 zwischen Svojanov und Bystré.
Nachbarorte sind Stašov im Norden, Rohozná im Nordosten, Manova Lhota im Osten, Svojanov im Südosten, Hartmanice im Süden, Bystré im Südwesten sowie Jedlová und Čtyří Dvory im Nordwesten. 

## Geschichte
Im Jahre 1658 ließ der Besitzer der Herrschaft Bistra, Maximilian von Martinic, in dem Tal Eisenhämmer einrichten, die das beim Hof Rohozna geförderte Eisenerz verarbeiteten. Der Hammerwerksbetrieb war nicht von langer Dauer und wurde bereits 1676 eingestellt. Die Hämmer wurden zu Mühlen umgenutzt. Seit 1710 ist in dem Talgrund eine Ansiedlung nachweislich, die anfänglich als Studené Žleby bezeichnet wurde. Der zur Herrschaft Swojanow gehörige Meierhof wurde zum Ende des 18. Jahrhunderts parzelliert. Im Jahre 1789 gab es 21 Anwesen in Hammergrund, zwei davon gehörten zu Swojanow.
Im Jahre 1835 bestand das im Chrudimer Kreis gelegene Dominikaldorf Hammergrund bzw. Hamry aus 29 Häusern mit 185 gemischtsprachigen Einwohnern, davon gehörten drei Häuser mit 18 Einwohnern zum Allodialgut Swojanow. Im Ort gab es zwei Mühlen und eine Brettsäge. Wegen der Lage im Talgrund bildete die Landwirtschaft in dem Dorf keine Existenzgrundlage. Pfarr-, Schul- und Amtsort war Bistrau. Bis zur Mitte des 19. Jahrhunderts blieb Hammergrund der Herrschaft Bistrau untertänig.
Nach der Aufhebung der Patrimonialherrschaften bildete Hamry / Hammergrund ab 1849 anteilig Ortsteile der Gemeinden Jedlová / Schönbrunn und Rohozná / Rohozna im Gerichtsbezirk Polička. Ab 1868 gehörten beide Anteile zum Bezirk Polička. 1869 hatte Hamry insgesamt 181 Einwohner und bestand aus 30 Häusern. Im Jahre 1900 lebten in beiden Teilen des Dorfes 182 Personen, 1910 waren es 173. Hamry löste sich 1910 von Jedlová los und bildete eine eigene Gemeinde, zu der auch der andere als Hamry u Rohozné bezeichnete Anteil von Rohozná hinzukam. Nach dem Ersten Weltkrieg zerfiel der Vielvölkerstaat Österreich-Ungarn, das Dorf wurde 1918 Teil der neu gebildeten Tschechoslowakischen Republik. Beim Zensus von 1921 lebten in den 37 Häusern von Hamry 227 Personen, darunter 205 Tschechen und 18 Deutsche. 1930 lebten in den 38 Häusern von Hamry 196 Menschen. Nach dem Münchner Abkommen wurde Hamry im Jahre 1938 Grenzort zum Deutschen Reich, nördlich des Dorfes verlief die Reichsgrenze. Von 1939 bis 1945 gehörte Hamry / Hammergrund zum Protektorat Böhmen und Mähren. 1950 lebten nur noch 91 Personen in Hamry. Im Zuge der Gebietsreform von 1960 erfolgte die Aufhebung des Okres Polička; Hamry wurde dabei dem Okres Svitavy zugeordnet. Am 1. Januar 1976 erfolgte die Eingemeindung nach Bystré. Beim Zensus von 2001 lebten in den 37 Wohnhäusern von Hamry 34 Personen. Hamry ist heute ein Erholungs- und Wintersportzentrum. Die meisten der Chaluppen des Dorfes werden nur noch als Ferienhäuser genutzt. Im Oberdorf befindet sich gegenüber dem Gasthaus „U Tušlů“ das Skiareal Bystré mit zwei Liften.

## Ortsgliederung
Hamry bildet den Katastralbezirk Hamry nad Křetínkou.

## Sehenswürdigkeiten
- Hölzerne Kapelle mit Holzkreuz über der Rückwand, im Mitteldorf beim Haus Nr. 11, sie wurde 1957 erneuert und um 10 m versetzt. Im Innern befindet sich ein großes Muttergottesbild.
- Hölzerne Kapelle am Abzweig nach Jedlová. Auf dem Dach befindet sich ein verglastes Türmchen mit Heiligenbild. In der Kapelle ist ein Bildnis von Jesus mit Dornenkrone angebracht.
- Bildstock am Abzweig nach Rohozná
- Einige gezimmerte Häuser
- Mehrere ehemalige Wassermühlen